# Reprezentacja Niemiec w unihokeju mężczyzn
Reprezentacja Niemiec w unihokeju mężczyzn – drużyna reprezentująca Niemcy w rozgrywkach międzynarodowych w unihokeju mężczyzn.

## Historia
Reprezentacja Niemiec swój pierwszy mecz międzypaństwowy rozegrała w 1994 r. z reprezentacją Czech. Największym sukcesem Niemców jest zdobycie 4. miejsca na Mistrzostwach Świata w 2012 r..

## Udział w imprezach międzynarodowych

### Mistrzostwa Europy
| Rok     | M                 | Z                 | R                 | P                 | Suma              | +/-               | Miejsce           |
| ------- | ----------------- | ----------------- | ----------------- | ----------------- | ----------------- | ----------------- | ----------------- |
| ME 1994 | nie brali udziału | nie brali udziału | nie brali udziału | nie brali udziału | nie brali udziału | nie brali udziału | nie brali udziału |
| ME 1995 | 5                 | 0                 | 0                 | 5                 | 1:50              | −49               | 11. miejsce       |

### Mistrzostwach Świata
| Rok     | M  | Z  | R | P  | Suma    | +/-  | Miejsce     |
| ------- | -- | -- | - | -- | ------- | ---- | ----------- |
| MŚ 1996 | 6  | 2  | 0 | 4  | 24:20   | +4   | 8. miejsce  |
| MŚ 1998 | 4  | 0  | 0 | 4  | 2:40    | −38  | 8. miejsce  |
| MŚ 2000 | 5  | 4  | 0 | 1  | 19:9    | +10  | 9. miejsce  |
| MŚ 2002 | 5  | 0  | 0 | 5  | 11:45   | −34  | 8. miejsce  |
| MŚ 2004 | 5  | 1  | 0 | 4  | 18:75   | −57  | 10. miejsce |
| MŚ 2006 | 5  | 0  | 0 | 5  | 17:61   | −44  | 10. miejsce |
| MŚ 2008 | 6  | 6  | 0 | 0  | 82:23   | +59  | 11. miejsce |
| MŚ 2010 | 5  | 2  | 0 | 3  | 29:40   | −11  | 10. miejsce |
| MŚ 2012 | 6  | 3  | 0 | 3  | 19:38   | −19  | 4. miejsce  |
| MŚ 2014 | 6  | 2  | 0 | 4  | 24:41   | −17  | 9. miejsce  |
| MŚ 2016 | 7  | 2  | 1 | 4  | 26:55   | −29  | 7. miejsce  |
| Razem   | 60 | 22 | 1 | 37 | 271:447 | −176 |             |

### Kwalifikacje do MŚ
| Rok  | M | Z | R | P | Suma  | +/- | Miejsce |
| ---- | - | - | - | - | ----- | --- | ------- |
| 2012 | 5 | 4 | 0 | 1 | 53:14 | +39 | 2/6     |
| 2014 | 5 | 3 | 0 | 2 | 40:17 | +23 | 3/6     |
| 2016 | 4 | 3 | 0 | 1 | 30:13 | +17 | 2/5     |